# Mistrovství světa v ledním hokeji 1953

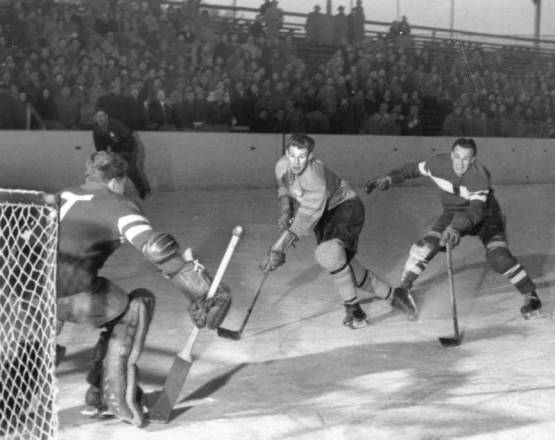
Fotografie ze zápasu Švédsko – Německo na MS 1953

20. mistrovství světa  a 31. mistrovství Evropy v ledním hokeji probíhalo ve dnech 7. – 15. března 1953 ve švýcarských městech Curych a Basilej.
Mistrovství světa se poprvé v historii muselo obejít zároveň bez Kanady a USA. I z očekávané premiéry SSSR zatím sešlo; po Bobrovově zranění odložili Sověti přihlášku o rok.
Přihlásilo se 13 účastníků, kteří byli rozděleni do dvou výkonnostních skupin. Ještě před šampionátem odřekly účast z první skupiny týmy Finska, Polska a Norska, o prvenství se nakonec ucházely jen čtyři země - Švédsko, Německo, Švýcarsko a ČSR. Ve druhé Juniorské skupině se střetly Itálie, Velká Británie, Rakousko, Nizozemsko, Francie a Švýcarsko "B". Poslední změna nastala během turnaje, kdy v Československu zemřel prezident Klement Gottwald. Byl vyhlášen státní smutek a mužstvo ČSR po druhém utkání s Německem předčasně opustilo turnaj. Výsledky ČSR byly anulovány.

## Výsledky a tabulky

### Skupina A
|    |           | SWE  | GER  | SUI  | TCH   | V | R | P | Skóre | B |
| 1. | Švédsko   | ***  | 8:6* | 9:2* | 5:3*  | 4 | 0 | 0 | 38:11 | 8 |
| 2. | Německo   | 2:12 | ***  | 2:3* | 2:11* | 1 | 0 | 3 | 17:26 | 2 |
| 3. | Švýcarsko | 1:9  | 3:7  | ***  | 4:9*  | 1 | 0 | 3 | 9:27  | 2 |
| *  | ČSR       | scr. | 9:4  | scr. | ***   | * | * | * | *     | * |

S hvězdičkou = 1. kolo
 Švýcarsko –  Švédsko 	2:9 (1:2, 1:4, 0:3)
7. března 1953 – Curych (Hallenstadion)

Branky Švýcarska: 1:1 15. Uli Poltera (G.Poltera), 2:3 25. Otto Schubiger (W. Durst).

Branky Švédska: 0:1 7. Åke Andersson, 1:2 19. Gösta Johansson (O.Andersson), 1:3 23. Hans Öberg, 2:4 31. Sven Tumba Johansson, 2:5 33. Oeberg (Sven Tumba Johansson), 2:6 37. Erik Johansson (Göte Blomkvist), 2:7 37. Sven Tumba Johansson, 2:8 48. Göte Blomqvist, 2:9 59. Sven Tumba Johansson (Åke Andersson).

Rozhodčí: Wim Dwars (NED), Ladislav Tenza (TCH)

Vyloučení: 0:0

Diváků: 13 500
Švýcarsko: Hans Bänninger – Emil Handschin, Rudolf Keller, Silvio Rossi, Armin Schütz – Hans-Martin Trepp, Ulrich Poltera, Gebhard Poltera – Walter Dürst, Otto Schläpfer, Otto Schubiger – Françis Blank, Michael Wehrli, Gian Bazzi.
Švédsko: Hans Isaksson – Åke Andersson, Rune Johansson, Sven Thunman, Göte Almqvist – Rolf Pettersson, Sven Tumba Johansson, Hans Öberg – Göte Blomqvist, Stig Carlsson, Erik Johansson – Hans Tvilling, Gösta Johansson, Stig Tvilling.
 Československo –  SRN 	11:2 (4:1, 5:0, 2:1)
7. března 1953 – Basilej (St. Margarethen)

Branky Československa: 1:0 9. Slavomír Bartoň, 2:1 12. Bronislav Danda, 3:1 15. Jan Lidral (Miloslav Charouzd), 4:1 17. Miroslav Rejman (Miroslav Nový), 5:1 23. Vlastimil Bubník (Bronislav Danda), 6:1 27. Slavomír Bartoň (Miloslav Ošmera), 7:1 30. Miroslav Kluc (Oldřich Seiml), 8:1 35. Bronislav Danda, 9:1 39. Slavomír Bartoň (Jiří Sekyra), 10:1 53. Miroslav Kluc, 11:2 58. Vlastimil Bubník. 

Branky SRN: 1:1 9. Anton Biersack, 10:2 54. Markus Egen (Walter Kremeshoff).    

Rozhodčí: Gosta Ahlin (SWE), Axel Sandö (SWE)

Vyloučení: 0:0

Diváků: 5 000
ČSR: Jan Richter (40. Jozef Záhorský) – Jan Lidral, Karel Gut, Miloslav Ošmera, Miroslav Nový – Miroslav Rejman, Slavomír Bartoň, Jiří Sekyra – Vlastimil Bubník, Bronislav Danda, Miloslav Charouzd – Milan Vidlák, Miroslav Kluc, Oldřich Seiml.
SRN: Alfred Hoffmann (31. Ulrich Jansen) – Martin Beck, Anton Biersack, Bruno Guttowski, Karl Bierschel – Kurt Sepp, Xaver Unsinn, Georg Guggemos – Otto Brandenburg, Markus Egen, Walter Kremeshoff.
 Československo –  Švýcarsko	9:4 (4:0, 3:1, 2:3)
8. března 1953 – Basilej (St. Margarethen)

Branky Československa: 1:0 2. Bronislav Danda (Vlastimil Bubník), 2:0 4. Jiří Sekyra, 3:0 9. Miroslav Rejman, 4:0 19. Bronislav Danda (Miloslav Charouzd), 5:1 27. Slavomír Bartoň, 6:1 28. Miroslav Rejman, 7:1 34. Bronislav Danda (Vlastimil Bubník), 8:2 52. Karel Gut, 9:2 56. Miroslav Rejman (Slavomír Bartoň). 

Branky Švýcarska: 4:1 26. Gebhard Poltera, 7:2 46. Gebhard Poltera (Hans-Martin Trepp), 9:3 59. Michael Wehrli (Otto Schubiger), 9:4 59. Ulrich Poltera (Hans-Martin Trepp). 

Rozhodčí: Gosta Ahlin (SWE), Toni Neumaier (GER)

Vyloučení: 1:0

Diváků: 15 500
ČSR: Jan Richter (40. Jozef Záhorský) – Jan Lidral, Karel Gut, Miloslav Ošmera, Miroslav Nový – Miroslav Rejman, Slavomír Bartoň, Jiří Sekyra – Vlastimil Bubník, Bronislav Danda, Miloslav Charouzd – Milan Vidlák, Miroslav Kluc, Oldřich Seiml.
Švýcarsko: Martin Riesen – Emil Handschin, Rudolf Keller, Silvio Rossi, Armin Schütz – Hans-Martin Trepp, Ulrich Poltera, Gebhard Poltera – Walter Dürst, Otto Schläpfer, Otto Schubiger – Françis Blank, Michael Wehrli, Gian Bazzi.
 Švédsko –  SRN 	8:6 (4:1, 3:3, 1:2)
8. března 1953 – Curych (Hallenstadion)

Branky Švédska: 1:0 2. Göte Blomqvist, 2:0 3. Sigurd Bröms (Sven Tumba Johansson), 3:1 6. Stig Tvilling, 4:1 20. Göte Blomqvist, 5:1 27. Erik Johansson, 6:1 28. Stig Carlsson, 7:2 32. Sven Tumba Johansson, 8:4 45. Göte Blomqvist (Stig Carlsson).

Branky SRN: 2:1 5. Otto Brandenburg (Markus Egen), 6:2 28. Fritz Poitsch (Georg Guggemos), 7:3 37. Fritz Poitsch, 7:4 37. Fritz Poitsch (Anton Biersack), 8:5 46. Otto Brandenburg, 8:6 56. Georg Guggemos (Fritz Poitsch). 

Rozhodčí: Willy Bernhard (SUI), Ladislav Tenza (TCH)

Vyloučení: 2:2

Diváků: 3 000
Švédsko: Thord Flodqvist – Åke Andersson, Rune Johansson, Sven Thunman, Göte Almqvist – Göte Blomqvist, Stig Carlsson, Erik Johansson – Hans Tvilling, Gösta Johansson, Stig Tvilling - Sigurd Bröms, Sven Tumba Johansson, Hans Öberg.
SRN: Ulrich Jansen – Martin Beck, Anton Biersack, Bruno Guttowski, Karl Bierschel – Fritz Poitsch, Xaver Unsinn, Georg Guggemos – Otto Brandenburg, Markus Egen, Walter Kremeshoff - Karl Enzler.
 Švýcarsko –  SRN 	3:2 (1:0, 1:2, 1:0)
10. března 1953 – Curych (Hallenstadion)

Branky Švýcarska: 1:0 20. Gian Bazzi (Otto Schubiger), 2:2 38. Michael Wehrli (Otto Schubiger), 3:2 56. Hans-Martin Trepp (Otto Schläpfer). 

Branky SRN: 1:1 28. Markus Egen, 1:2 34. Fritz Poitsch.

Rozhodčí: Ladislav Tencza (TCH), Gosta Ahlin (SWE)

Vyloučení: 2:5

Diváků: 8 000
Švýcarsko: Hans Bänninger – Emil Handschin, Rudolf Keller, Walter Dürst, Otto Schläpfer – Hans-Martin Trepp, Ulrich Poltera, Gebhard Poltera – Otto Schubiger, Michael Wehrli, Gian Bazzi.
SRN: Ulrich Jansen – Martin Beck, Anton Biersack, Bruno Guttowski, Karl Bierschel – Fritz Poitsch, Xaver Unsinn, Georg Guggemos – Otto Brandenburg, Markus Egen, Walter Kremeshoff - Dieter Niess.
 Československo –  Švédsko 	3:5 (1:5, 1:0, 1:0)
10. března 1953 – Basilej (St. Margarethen)

Branky Československa: 1:1 11. Bronislav Danda (Jan Lidral), 2:5 30. Slavomír Bartoň, 3:5 54. Karel Gut (Vlastimil Bubník).

Branky Švédska: 0:1 7. Stig Tvilling (Gösta Johansson), 1:2 12. Åke Andersson, 1:3 14. Hans Öberg (Sven Tumba Johansson), 1:4 15. Gösta Johansson (Stig Tvilling), 1:5 20. Åke Andersson.

Rozhodčí: Willy Bernhard (SUI), Gennaro Olivieri (SUI)

Vyloučení: 2:1

Diváků: 14 000
ČSR: Jan Richter (20. Jozef Záhorský) – Jan Lidral, Karel Gut, Miloslav Ošmera, Miroslav Nový – Miroslav Rejman, Slavomír Bartoň, Jiří Sekyra – Vlastimil Bubník, Bronislav Danda, Miloslav Charouzd - Milan Vidlák.
Švédsko: Thord Flodqvist – Åke Andersson, Rune Johansson, Sven Thunman, Göte Almqvist – Göte Blomqvist, Stig Carlsson, Erik Johansson – Hans Tvilling, Gösta Johansson, Stig Tvilling – Sigurd Bröms, Sven Tumba Johansson, Hans Öberg.
 Švýcarsko –  Švédsko 	1:9 (1:5, 0:1, 0:3)
12. března 1953 – Basilej (St. Margarethen)

Branky Švýcarska: 4:1 14. Ulrich Poltera (Gebhard Poltera), 

Branky Švédska: 1:0 1. Lars Björn, 2:0 6. Hans Tvilling, 3:0 11. Sven Tumba Johansson (Lars Björn), 4:0 12. Hans Tvilling (Gösta Johansson), 5:1 19. Gösta Johansson (Sven Tumba Johansson), 6:1 36. Stig Carlsson (Åke Andersson), 7:1 41. Göte Blomqvist, 8:1 49. Hans Öberg (Sven Tumba Johansson), 9:1 53. Sigurd Bröms.

Rozhodčí: Wim Dwars (NED), Ladislav Tencza (TCH)

Vyloučení: 1:1

Diváků: 15 000
Švýcarsko: Hans Bänninger – Emil Handschin, Armin Schütz, Walter Dürst – Hans-Martin Trepp, Ulrich Poltera, Gebhard Poltera – Gian Bazzi, Otto Schläpfer, Otto Schubiger – Françis Blank, Michael Wehrli.
Švédsko: Hans Isaksson – Åke Andersson, Lars Björn, Sven Thunman, Göte Almqvist – Rolf Pettersson, Göte Blomqvist, Stig Carlsson – Sven Tumba Johansson, Hans Öberg, Sigurd Bröms - Hans Tvilling, Gösta Johansson, Stig Tvilling.
 Československo –  SRN 	9:4 (4:2, 2:1, 3:1)
12. března 1953 – Curych (Hallenstadion)

Branky Československa: 1:2 9. Bronislav Danda, 2:2 11. Jiří Sekyra, 3:2 15. Oldřich Seiml (Bronislav Danda), 4:2 20. Miroslav Rejman (Slavomír Bartoň), 5:3 28. Slavomír Bartoň, 6:3 33. Vlastimil Bubník (Karel Gut), 7:3 47. Miroslav Rejman (Jiří Sekyra), 8:4 51. Vlastimil Bubník (Bronislav Danda), 9:4 51. Karel Bílek (Vlastimil Bubník). 

Branky SRN: 0:1 2. Fritz Poitsch (Anton Biersack), 0:2 3. Dieter Niess, 4:3 22. Georg Guggemos (Karl Bierschel), 7:4 50. Bruno Guttowski (Karl Enzler), 

Rozhodčí: Willy Bernhard (SUI), Gennaro Olivieri (SUI)

Vyloučení: 1:1

Diváků: 3 000
ČSR: Jozef Záhorský (20. Jan Richter) – Jan Lidral, Karel Gut, Stanislav Bacílek, Miroslav Nový – Vlastimil Bubník, Bronislav Danda, Karel Bílek – Miroslav Rejman, Slavomír Bartoň, Jiří Sekyra – Milan Vidlák, Miroslav Kluc, Oldřich Seiml.
SRN: Ulrich Jansen – Martin Beck, Anton Biersack, Bruno Guttowski, Karl Bierschel – Fritz Poitsch, Xaver Unsinn, Georg Guggemos – Karl Enzler, Markus Egen, Dieter Niess - Kurt Sepp.
 Švédsko –  SRN 	12:2 (2:0, 5:1, 5:1)
13. března 1953 – Curych (Hallenstadion)

Branky Švédska: 1:0 18. Sven Tumba Johansson, ,2:0 19. Stig Tvilling, 3:0 24. Göte Blomqvist, 4:0 27. Hans Tvilling (Gösta Johansson), 5:0 29. Göte Almqvist, 6:0 33. Sven Tumba Johansson,7:0 37. Hans Tvilling (Stig Tvilling), 8:1 52. Hans Tvilling, 9:1 55. Göte Blomqvist, 10:1 56. Stig Carlsson (Erik Johansson), 11:1 56. Hans Öberg (Sigurd Bröms),
12:2 58. Sigurd Bröms. 

Branky SRN: 7:1 39. Hans Rampf, 11:2 57. Xaver Unsinn (Martin Beck).

Rozhodčí: Wim Dwars (NED), Ladislav Tencza (TCH)

Vyloučení: 1:1

Diváků: 3 500
Švédsko: Hans Isaksson – Åke Andersson, Göte Almqvist, Sven Thunman, Lars Björn – Göte Blomqvist, Stig Carlsson, Erik Johansson – Hans Tvilling, Gösta Johansson, Stig Tvilling – Sigurd Bröms, Sven Tumba Johansson, Hans Öberg.
SRN: Ulrich Jansen – Martin Beck, Anton Biersack, Bruno Guttowski, Karl Bierschel – Kurt Sepp, Xaver Unsinn, Georg Guggemos – Karl Enzler, Markus Egen, Dieter Niess – Otto Brandenburg, Fritz Poitsch, Hans Rampf.
 Švýcarsko –  SRN 	3:7 (2:4, 0:1, 1:2)

15. března 1953 – Basilej (St. Margarethen)

Branky Švýcarska: 1:0 1. Ulrich Poltera, 2:1 7. Hans-Martin Trepp (Ulrich Poltera), 3:7 60. Otto Schläpfer (Otto Schubiger). 

Branky SRN: 1:1 3. Bruno Guttowski, 2:2 12. Xaver Unsinn, 2:3 14. Markus Egen (Anton Biersack), 2:4 14. Dieter Niess (Markus Egen), 2:5 34. Georg Guggemos (Fritz Poitsch), 2:6 42. Anton Biersack (Georg Guggemos), 2:7 54. Markus Egen (Dieter Niess).

Rozhodčí: Gosta Ahlin (SWE), Axel Sandö (SWE)

Vyloučení: 0:4

Diváků: 10 000
Švýcarsko: Martin Riesen – Emil Handschin, Armin Schütz, Walter Dürst, Otto Schläpfer – Hans-Martin Trepp, Ulrich Poltera, Gebhard Poltera – Françis Blank, Michael Wehrli, Otto Schubiger – Gian Bazzi.
SRN: Ulrich Jansen – Martin Beck, Anton Biersack, Bruno Guttowski, Karl Bierschel – Fritz Poitsch, Xaver Unsinn, Georg Guggemos – Karl Enzler, Markus Egen, Dieter Niess.

### Skupina B (Juniorský turnaj)
|    |                | ITA | GBR | SUI"B" | AUT | NED | FRA | V | R | P | Skóre | B |
| 4. | Itálie         | *** | 3:2 | 2:1    | 9:5 | 7:0 | 5:2 | 4 | 0 | 0 | 24:9  | 8 |
| 5. | Velká Británie | 2:3 | *** | 3:1    | 3:0 | 8:4 | 8:3 | 3 | 0 | 1 | 21:10 | 6 |
| *  | Švýcarsko "B"  | 1:2 | 1:3 | ***    | 8:2 | 7:5 | 7:1 | * | * | * | *     | * |
| 6. | Rakousko       | 5:9 | 0:3 | 2:8    | *** | 5:3 | 8:1 | 2 | 0 | 2 | 18:16 | 4 |
| 7. | Nizozemsko     | 0:7 | 4:8 | 5:7    | 3:5 | *** | 8:3 | 1 | 0 | 3 | 15:23 | 2 |
| 8. | Francie        | 2:5 | 3:8 | 1:7    | 1:8 | 3:8 | *** | 0 | 0 | 4 | 9:29  | 0 |

- Švýcarsko "B" hrálo mimo soutěž.

 Rakousko –  Itálie 	5:9 (1:3, 3:4, 1:2)
7. března 1953 (18:00) – Curych (Hallenstadion)

Branky Rakouska: 3x Wilhelm Schmid, 2x Fritz Spillmann, Konrad Staudinger, Gerhard Springer.

Branky Itálie: 4x Domenico Sartor, 2x Donald Latto, 2x Jimmy de Meis, Giancarlo Agazzi.

Rozhodčí: Jacques de Mézières (FRA), Gennaro Olivieri (SUI)

Vyloučení: 2:2

Diváků: 4 000
Rakousko: Felix Egger – Hans Scarsini, Hans Mössmer, Lenz, Gerhard Felfering – Fritz Spielmann, Wilhelm Schmid, Wolfgang Jöchl - Gerhard Springer, Konrad Staudinger, Walter Znenahlik - Adolf Bachura, Max Singewald.
Itálie: Vittorio Bolla (Antonio Fresia) - Carmine Tucci, Joe de Felice, Alfredo Fontana, Bruno Fregonese - Giancarlo Agazzi, Ernesto Crotti, Jimmy de Meis -
Donald Latto, Domenico Sartor, Eugenio Grazia - Aldo Federici.
 Rakousko –  Nizozemsko 	5:3 (2:0, 2:3, 1:0)	
8. března 1953 (14:30) – Basilej (St. Margarethen)

Branky Rakouska: 1:0 Fritz Spielmann, 2:0 Konrad Staudinger, 3:1 Wolfgang Jöchl, 4:2 Adolf Bachura, 5:3 Wilhelm Schmid

Branky Nizozemska: 2:1 Jacques Feenstra, 3:2 Dolf Overakker, 4:3 Jan van de Ven Rijk Loek.

Rozhodčí: Gherardino Galetti (ITA), Gennaro Olivieri (SUI)

Vyloučení: 1:0

Diváků: 7 000
Rakousko: Felix Egger – Hans Scarsini, Hans Mössmer, Lenz, Gerhard Felfering – Fritz Spielmann, Wilhelm Schmid, Wolfgang Jöchl - Gerhard Springer, Konrad Staudinger, Walter Znenahlik - Adolf Bachura, Max Singewald, Adolf Hafner.
Nizozemsko: Joost van Os – Johan van Rhede van der Kloot, Arie Klein, Mac de Jong, Piet Bierenbroodspot – Dolf Overakker, Jan van de Ven Rijk Loek, Rolf von den Baumen - Cor Schwencke, Dummy Smit, Jacques Feenstra - de Blank, Wessel Buis, van Rijswijk,
 Velká Británie –  Nizozemsko 	8:4 (4:2, 1:2, 3:0)
10. března 1953 (18:30) – Curych (Hallenstadion)

Branky Valké Británie: 1:0 Dave McCrae, 2:0 Dave McCrae, 3:1 Bill Brennan, 4:1 Bill Crawford, 5:4 Pat Mudd, 6:4 Bill Soffe, 7:4 Bill Crawford, 8:4 Bill Crawford

Branky Nizozemska: 2:1 Jacques Feenstra, 4:2 Dummy Smit, 4:3 Dolf Overakker, 4:4 Cor Schwenke.

Rozhodčí: Gherardino Galetti (ITA), Jacques de Mézières (FRA)

Vyloučení: 1:1

Diváků: 3 000
Velká Británie: Gordie English – Joe Bell, Bill Brennan, Lawrie Spence, Butch Cartwright – Pat Mudd, Johnny Murray, Mike O'Brien - Bobby Thompson, Clive Millard, Bill Crawford - Dave Ferguson, Dave McCrae, Bill Soffe.
Nizozemsko: Joost van Os – Johan van Rhede van der Kloot, Arie Klein, Mac de Jong, Piet Bierenbroodspot – Dolf Overakker, Jan van de Ven Rijk Loek, Rolf von den Baumen - Cor Schwencke, Dummy Smit, Jacques Feenstra - de Blank, Wessel Buis, van Rijswijk.
 Rakousko –  Francie 	8:1 (2:1, 2:0, 4:0)
11. března 1953 (13:30) – Curych (Hallenstadion)

Branky Rakouska: 1:0 Hans Scarsini, 2:0 Fritz Spielmann, 3:1 Walter Znenahlik, 4:1 Wilhelm Schmid, 5:1 Wilhelm Schmid, 6:1 vlastní Wolfgang Jöchl, 7:1 Konrad Staudinger, 8:1  Konrad Staudinger.

Branky Francie: 2:1 Jean Pepin.

Rozhodčí: Gherardino Galetti (ITA), Wim Dwars (NED)

Vyloučení: 3:2

Diváků: 400
Rakousko: Weber – Hans Scarsini, Lenz, Hans Mössmer – Fritz Spielmann, Wilhelm Schmid, Walter Znenahlik - Gerhard Springer, Konrad Staudinger, Wolfgang Jöchl - Adolf Bachura, Adolf Hafner, Max Singewald.
Francie: Bruno Ranzoni – Hubert Nivet, Bernard Holzer, Calixte Pianfetti, Raymond Gilloz – Rene Cailler, Jean Pepin, Pierre Lluis - Daniel Huillier, Payot, Victor Huillier - Raymond Acquaviva, Jacques Deville, Andre Longuet.
 Itálie –  Nizozemsko 	7:0 (4:0, 1:0, 2:0)
11. března 1953 (18:00) – Basilej (St. Margarethen)

Branky Itálie: 1:0 Eugenio Grazia, 2:0 Eugenio Grazia, 3:0 Jimmy de Meis, 4:0 Ernesto Crotti, 5:0 Dino Innocenti, 6:0 Carmine Tucci, 7:0 Domenico Sartor.

Rozhodčí: Toni Neumaier (GER), Jacques de Mézières (FRA)

Vyloučení: 5:8

Diváků: 500
Itálie: Vittorio Bolla – Carmine Tucci, Joe De Felice, Alfredo Fontana, Bruno Fregonese – Giancarlo Agazzi, Ernesto Crotti, Jimmy de Meis - Donald Latto, Domenico Sartor, Eugenio Grazia - Umberto Gerli, Aldo Federici, Dino Innocenti.
Nizozemsko: Joost van Os (21.-40. Fischer) – Johan van Rhede van der Kloot, Piet Bierenbroodspot, Mac De Jong, Arie Klein – Cor Schwencke, Jacques Feenstra, Dummy Smit -
Rijk Loek, Dolf Overakker, Rolf von den Baumen - Wessel Buis
 Velká Británie –  Francie 	8:3 (3:0, 3:1, 2:2)
12. března 1953 (18:30) – Basilej (St. Margarethen)

Branky Velké Británie: 2x Dave McCrae, Pat Mudd, Clive Millard, Mike O'Brien, Bobby Thompson, Bill Crawford, Bill Soffe.

Branky Francie: Rene Cailler, Yvon Peythieu, Jean Payot.

Rozhodčí: Gosta Ahlin (SWE), Axel Sandö (SWE)

Vyloučení: 4:0

Diváků: 3 000
Velká Británie: Gordie English – Joe Bell, Bill Brennan, Lawrie Spence, Butch Cartwright - Pat Mudd, Johnny Murray, Mike O'Brien - Bobby Thompson, Clive Millard, Bill Crawford - Dave Ferguson, Dave McCrae, Bill Soffe.
Francie: Edmond Cochet (Bruno Ranzoni) - Andre Longuet, Hubert Nivet, Calixte Pianfetti, Raymond Gilloz - Pierre Lluis, Jean Pepin, Georges Baudin - Yvon Peythieu, Jean Payot, Daniel Huillier - Rene Cailler, Raymond Acquaviva, Jacques Deville.
 Rakousko –  Velká Británie 	0:3 (0:1, 0:1, 0:1)
13. března 1953 (18:30) – Basilej (St. Margarethen)

Branky Rakouska: nikdo

Branky Velké Británie: 0:1 Bill Crawford, 0:2 vlastní Walter Znenahlik, 0:3 Dave McCrae.

Rozhodčí: Gherardino Galetti (ITA), Gennaro Olivieri (SUI)

Vyloučení: 3:6 navíc Konrad Staudinger na 5 minut.

Diváků: 500
Rakousko: Weber –  Hans Scarsini, Lenz, Hans Mössmer – Fritz Spielmann, Wilhelm Schmid, Wolfgang Jöchl – Walter Znenahlik, Gerhard Springer, Konrad Staudinger - Adolf Bachura, Max Singewald, Adolf Hafner,
Velká Británie: Gordie English – Joe Bell, Bill Brennan, Lawrie Spence, Butch Cartwright - Pat Mudd, Johnny Murray, Mike O'Brien - Bobby Thompson, Clive Millard, Bill Crawford - Dave Ferguson, Dave McCrae, Bill Soffe.
 Itálie –  Francie 	5:2 (2:1, 1:0, 2:1)
14. března 1953 (18:30) – Basilej (St. Margarethen)

Branky Itálie: 1:1 Giancarlo Agazzi, 2:1 Eugenio Grazia, 3:1 Eugenio Grazia, 4:1 Domenico Sartor, 5:1 Jimmy de Meis.

Branky Francie: 0:1 Rene Cailler,5:2  Georges Baudin.

Rozhodčí: Wim Dwars (NED), Gennaro Olivieri (SUI)

Diváků: 1 200
Itálie: Vittorio Bolla –  Carmine Tucci, Joe de Felice, Alfredo Fontana, Bruno Fregonese – Donald Latto, Domenico Sartor, Eugenio Grazia – Giancarlo Agazzi, Ernesto Crotti, Jimmy de Meis – Umberto Gerli, Dino Innocenti, Aldo Federici.
Francie: Edmond Cochet – Bernard Holzer, Hubert Nivet, Calixte Pianfetti, Raymond Gilloz – Georges Baudin, Pierre Lluis, Rene Cailler – Yvon Peythieu, Daniel Huillier, Jean Payot – Raymond Acquaviva, Jacques Deville, Victor Huillier.
 Nizozemsko –  Francie 	8:3 (4:1, 2:1, 2:1)
15. března 1953 (14:30) – Basilej (St. Margarethen)

Branky Nizozemska: 1:0 Arie Klein, 2:0 Mac de Jong, 3:1 Dolf Overakker, 4:1 Dolf Overakker, 5:2 Rolf von den Baumen, 6:2 Cor Schwencke, 7:3 Dummy Smit, 8:3 Cor Schwencke.

Branky Francie: 2:1 Jean Pepin, 4:2 Georges Baudin, 6:3 Yvon Peythieu.

Rozhodčí: Kurt Wollinger (AUT), Gennaro Olivieri (SUI)

Diváků: 6 000
Nizozemsko: Joost van Os (Fisher) – Johan van Rhede van der Kloot, Arie Klein, Mac de Jong, Piet Bierenbroodspot – Dolf Overakker, Jan van de Ven Rijk Loek, Rolf von den Baumen - Cor Schwencke, Dummy Smit, Jacques Feenstra - de Blank, Wessel Buis, van Rijswijk,
Francie: Bruno Ranzoni – Bernard Holzer, Hubert Nivet, Calixte Pianfetti, Raymond Gilloz – Georges Baudin, Pierre Lluis, Rene Cailler – Yvon Peythieu, Jean Pepin, Jean Payot – Raymond Acquaviva, Jacques Deville, Victor Huillier.
 Velká Británie –  Itálie 	2:3 (0:3, 0:0, 2:0)
15. března 1953 (18:00) – Curych (Hallenstadion)

Branky Velké Británie: 1:3 Bill Crawford, 2:3 Bill Crawford.

Branky Itálie: 0:1 Ernesto Crotti, 0:2 Giancarlo Agazzi, 0:3 Domenico Sartor.

Rozhodčí: Wim Dwars (NED), Willy Bernhard (SUI)

Vyloučení: 3:6 navíc Clive Millard na 5 minut.

Diváků: 4 500
Velká Británie: Gordie English – Joe Bell, Bill Brennan, Lawrie Spence, Butch Cartwright – Dave Ferguson, Dave McCrae, Bill Crawford – Pat Mudd, Clive Millard, Mike O'Brien - Bobby Thompson, Johnny Murray, Bill Soffe.
Itálie: Vittorio Bolla – Carmine Tucci, Joe de Felice, Alfredo Fontana, Bruno Fregonese – Donald Latto, Domenico Sartor, Eugenio Grazia – Giancarlo Agazzi, Ernesto Crotti, Jimmy de Meis – Umberto Gerli, Dino Innocenti, Aldo Federici.

## Statistiky

### Nejlepší střelci
| Poř. | Nejlepší střelci        | Branky |
| ---- | ----------------------- | ------ |
| 1.   | Sven Tumba Johansson    | 7      |
| 1.   | Göte Blomqvist          | 7      |
| 3.   | Fritz Poitsch           | 5      |
| 4.   | Hans Öberg              | 4      |
| 4.   | Hans Andersson-Tvilling | 4      |
| 6.   | Gösta Johansson         | 3      |
| 6.   | Stig Carlsson           | 3      |
| 6.   | Sigurd Bröms            | 3      |
| 6.   | Ulrich Poltera          | 3      |

### Soupiska Švédska
Švédsko

Brankáři: Thord Flodqvist, Hans Isaksson.

Obránci: Göte Almqvist, Åke Andersson, Lars Björn, Rune Johansson, Sven Thunman.

Útočníci: Hans Tvilling, Stig Tvilling, Göte Blomqvist, Sigurd Bröms, Stig Carlsson, Erik Johansson, Gösta Johansson, Rolf Pettersson, Sven Tumba Johansson, Hans Öberg.

Trenér: Folke Jansson.

### Soupiska SRN
SRN

Brankáři: Alfred Hoffmann, Ulrich Jansen.

Obránci: Martin Beck, Anton Biersack, Bruno Guttowski, Karl Bierschel.

Útočníci: Kurt Sepp, Xaver Unsinn, Georg Guggemos, Otto Brandenburg, Markus Egen, Walter Kremeshoff, Fritz Poitsch, Karl Enzler, Dieter Niess, Hans Rampf.

Trenér: Bruno Leinweber

### Soupiska Švýcarska
Švýcarsko

Brankáři: Hans Bänninger, Martin Riesen.

Obránci: Emil Handschin, Rudolf Keller, Silvio Rossi, Armin Schütz.

Útočníci: Hans-Martin Trepp, Ulrich Poltera, Gebi Poltera, Walter Dürst, Otto Schläpfer, Otto Schubiger, Françis Blank, Michael Wehrli, Gian Bazzi, Oscar Mudri.

Trenér: Frank Sullivan.

### Soupiska Československa
Československo

Brankáři: Jan Richter, Jozef Záhorský.

Obránci:  – Karel Gut, Jan Lidral, Miroslav Nový, Miloslav Ošmera, Stanislav Bacílek.

Útočníci: Vlastimil Bubník, Bronislav Danda, Miloslav Charouzd, Miroslav Rejman, Slavomír Bartoň, Jiří Sekyra, Oldřich Seiml, Miroslav Kluc, Milan Vidlák, Karel Bílek.

Trenér: Eduard Farda.

### Soupiska Itálie
4.  Itálie

Brankáři: Vittorio Bolla, Antonio Fresia.

Obránci: Carmine Tucci, Joe de Felice, Alfredo Fontana, Bruno Fregonese.

Útočníci: Giancarlo Agazzi, Ernesto Crotti, Jimmy de Meis, Donald Latto, Domenico Sartor, Eugenio Grazia, Aldo Federici, Umberto Gerli, Dino Innocenti.

### Soupiska Velké Británie
5.  Velká Británie

Brankáři: Gordie English.

Obránci: Joe Bell, Bill Brennan, Lawrie Spence, Butch Cartwright.

Útočníci: Pat Mudd, Johnny Murray, Mike O'Brien, Bobby Thompson, Clive Millard, Bill Crawford, Dave Ferguson, Dave McCrae, Bill Soffe.

### Soupiska Rakouska
6.  Rakousko

Brankáři: Felix Egger, Weber. 

Obránci: Hans Scarsini, Hans Mössmer, Lenz, Gerhard Felfering.

Útočníci: Adolf Hafner, Fritz Spielmann, Wilhelm Schmid, Wolfgang Jöchl, Gerhard Springer, Konrad Staudinger, Walter Znenahlik, Adolf Bachura, Max Singewald.

### Soupiska Nizozemska
7.  Nizozemsko

Brankáři: Joost van Os, Fisher.

Obránci: Johan van Rhede van der Kloot, Arie Klein, Mac de Jong, Piet Bierenbroodspot.

Útočníci: Dolf Overakker, Jan van de Ven Rijk Loek, Rolf von den Baumen, Cor Schwencke, Dummy Smit, Jacques Feenstra, de Blank, Wessel Buis, van Rijswijk.

### Soupiska Francie
8.  Francie

Brankáři: Edmond Cochet, Bruno Ranzoni.

Obránci: Bernard Holzer, Andre Longuet, Hubert Nivet, Calixte Pianfetti, Raymond Gilloz.

Útočníci: Pierre Lluis, Jean Pepin, Georges Baudin, Yvon Peythieu, Jean Payot, Daniel Huillier, Rene Cailler, Raymond Acquaviva, Jacques Deville.

## Konečné pořadí
| 20. | Mistrovství světa | Z | V | R | P | Skóre | B |
| --- | ----------------- | - | - | - | - | ----- | - |
| 1.  | Švédsko           | 4 | 4 | 0 | 0 | 38:11 | 8 |
| 2.  | SRN               | 4 | 1 | 0 | 3 | 17:26 | 2 |
| 3.  | Švýcarsko         | 4 | 1 | 0 | 3 | 9:27  | 2 |
| 4.  | Itálie            | 4 | 4 | 0 | 0 | 24:9  | 8 |
| 5.  | Velká Británie    | 4 | 3 | 0 | 1 | 21:10 | 6 |
| 6.  | Rakousko          | 4 | 2 | 0 | 2 | 18:16 | 4 |
| 7.  | Nizozemsko        | 4 | 1 | 0 | 3 | 15:23 | 2 |
| 8.  | Francie           | 4 | 0 | 0 | 4 | 9:29  | 0 |

| 31. | Mistrovství Evropy |
| 1.  | Švédsko            |
| 2.  | SRN                |
| 3.  | Švýcarsko          |
| 4.  | Itálie             |
| 5.  | Velká Británie     |
| 6.  | Rakousko           |
| 7.  | Nizozemsko         |
| 8.  | Francie            |